# Zdzisław Kleinrok
Zdzisław Michał Kleinrok (ur. 4 października 1928 w Kozłowie, zm. 30 września 2002) – polski lekarz, farmakolog, profesor nauk medycznych, trzykrotny rektor Akademii Medycznej w Lublinie (1984–1990 oraz 1996–1999), członek PAN i PAU. 

## Życiorys
Zajmował się pracą naukową z zakresu medycyny przemysłowej, farmakodynamiki i farmakologii klinicznej.
Laureat tytułu Doctor honoris causa trzech wyższych uczelni.
Był członkiem wielu krajowych i zagranicznych towarzystw naukowych.
Był żonaty z Marią Kleinrok z domu Janoszka, profesor nauk medycznych.